# Liste der Nummer-eins-Hits in Japan (1989)
Die Liste der japanischen Nummer-eins-Hits enthält die Daten vom 1. Januar bis zum 31. Dezember 1989. Die letzte Woche im Jahr fällt mit der ersten Woche des neuen Jahres zusammen. Angegeben sind die Verkaufszahlen der jeweiligen Nummer eins in ihrer Woche. Alle Angaben basieren auf den offiziellen japanischen Charts von Oricon.

## Singles
| ← 1988 ← | Liste der Nummer-eins-Hits in Japan | Liste der Nummer-eins-Hits in Japan | Liste der Nummer-eins-Hits in Japan      | 1990 →                    |
| \| Zeitraum \| Wo. ges. \| Interpret \| Titel Autor(en) \| Zusätzliche Informationen \| \| (Zeitraum, Wochen auf Platz eins, Interpret, Titel, Autor[en], zusätzliche Informationen) \| \| \| \| \| \| ----------------------------------------------------------------------------------------- \| -------- \| ------------------ \| ---------------------------------------- \| ------------------------- \| \| 5. Dezember 1988 – 15. Januar 1989 6 Wochen (insgesamt 8) \| 8 \| Tsuyoshi Nagabuchi \| Tombo \| – \| \| 16. Januar 1989 – 22. Januar 1989 1 Woche \| 1 \| Otokogumi \| Aki \| – \| \| 23. Januar 1989 – 5. Februar 1989 2 Wochen \| 2 \| Shizuka Kudō \| Koi hitoyo \| – \| \| 6. Februar 1989 – 12. Februar 1989 1 Woche \| 1 \| Yui Asaka \| TRUE LOVE \| – \| \| 13. Februar 1989 – 19. Februar 1989 1 Woche \| 1 \| Wink \| Ai ga tomaranai ~Turn It Into Love~ \| – \| \| 20. Februar 1989 – 5. März 1989 2 Wochen \| 2 \| Tsuyoshi Nagabuchi \| Geki ai \| – \| \| 6. März 1989 – 12. März 1989 1 Woche \| 1 \| Miho Nakayama \| ROSÉCOLOR \| – \| \| 13. März 1989 – 19. März 1989 1 Woche \| 1 \| Otokogumi \| TIME ZONE \| – \| \| 20. März 1989 – 26. März 1989 1 Woche \| 1 \| Hikaru Genji \| Chikyū o sagashite \| – \| \| 27. März 1989 – 16. April 1989 3 Wochen \| 3 \| Wink \| Nammida o misenai de ~Boys Don't Cry~ \| – \| \| 17. April 1989 – 30. April 1989 2 Wochen \| 2 \| Complex \| BE MY BABY \| – \| \| 1. Mai 1989 – 7. Mai 1989 1 Woche \| 1 \| Toshihiko Tahara \| Gomen yo namida \| – \| \| 8. Mai 1989 – 14. Mai 1989 1 Woche \| 1 \| Akina Nakamori \| LIAR \| – \| \| 15. Mai 1989 – 4. Juni 1989 3 Wochen \| 3 \| Tsuyoshi Nagabuchi \| Arashi no sugao \| – \| \| 5. Juni 1989 – 11. Juni 1989 1 Woche \| 1 \| Mari Hamada \| Return to Myself ~Shinai, shinai, Natsu. \| – \| \| 12. Juni 1989 – 18. Juni 1989 1 Woche (insgesamt 2) \| 2 \| Princess Princess \| Diamonds \| – \| \| 19. Juni 1989 – 25. Juni 1989 1 Woche \| 1 \| Southern All Stars \| Sayonara Baby \| – \| \| 26. Juni 1989 – 2. Juli 1989 1 Woche (insgesamt 2) \| 2 \| Princess Princess \| Diamonds \| – \| \| 3. Juli 1989 – 9. Juli 1989 1 Woche \| 1 \| Shōnen-tai \| Maitta ne konya \| – \| \| 10. Juli 1989 – 16. Juli 1989 1 Woche (insgesamt 2) \| 2 \| Princess Princess \| Sekai de ichiban atsui natsu \| – \| \| 17. Juli 1989 – 30. Juli 1989 2 Wochen \| 2 \| Wink \| Samishii nettaigyo \| – \| \| 31. Juli 1989 – 6. August 1989 1 Woche (insgesamt 5) \| 5 \| Hikaru Genji \| Taiyō ga ippai \| – \| \| 7. August 1989 – 13. August 1989 1 Woche \| 1 \| Kyōsuke Himuro \| SUMMER GAME \| – \| \| 14. August 1989 – 20. August 1989 1 Woche \| 1 \| Otokogumi \| CROSS TO YOU/ROCKIN' MY SOUL \| – \| \| 21. August 1989 – 17. September 1989 4 Wochen (insgesamt 5) \| 5 \| Hikaru Genji \| Taiyō ga ippai \| – \| \| 18. September 1989 – 29. Oktober 1989 6 Wochen \| 6 \| Shizuka Kudō \| Kōsa ni fukarete \| – \| \| 30. Oktober 1989 – 5. November 1989 1 Woche \| 1 \| Misato Watanabe \| Niji o mita kai \| – \| \| 6. November 1989 – 12. November 1989 1 Woche \| 1 \| Tetsuya Komuro \| RUNNING TO HORIZON \| – \| \| 13. November 1989 – 26. November 1989 2 Wochen \| 2 \| Wink \| One Night In Heaven ~Mayonaka no Angel~ \| – \| \| 27. November 1989 – 3. Dezember 1989 1 Woche \| 1 \| Tetsuya Komuro \| GRAVITY OF LOVE \| – \| \| 4. Dezember 1989 – 10. Dezember 1989 1 Woche \| 1 \| Jun Sky Walker(s) \| Shiroi Christmas \| – \| \| 11. Dezember 1989 – 17. Dezember 1989 1 Woche \| 1 \| Yōko Minamino \| Film no mukōgawa \| – \| \| 18. Dezember 1989 – 24. Dezember 1989 1 Woche \| 1 \| Tsuyoshi Nagabuchi \| Shoppai mikazuki no yoru \| – \| \| 25. Dezember 1989 – 21. Januar 1990 4 Wochen \| 4 \| Tatsurō Yamashita \| Christmas Eve \| – \| |                                     |                                     |                                          |                           |
| ← 1988 |                                     |                                     |                                          | → 1990 →                  |
| Zeitraum | Wo. ges.                            | Interpret                           | Titel Autor(en)                          | Zusätzliche Informationen |
| (Zeitraum, Wochen auf Platz eins, Interpret, Titel, Autor[en], zusätzliche Informationen) |                                     |                                     |                                          |                           |
| 5. Dezember 1988 – 15. Januar 1989 6 Wochen (insgesamt 8) | 8                                   | Tsuyoshi Nagabuchi                  | Tombo                                    | –                         |
| 16. Januar 1989 – 22. Januar 1989 1 Woche | 1                                   | Otokogumi                           | Aki                                      | –                         |
| 23. Januar 1989 – 5. Februar 1989 2 Wochen | 2                                   | Shizuka Kudō                        | Koi hitoyo                               | –                         |
| 6. Februar 1989 – 12. Februar 1989 1 Woche | 1                                   | Yui Asaka                           | TRUE LOVE                                | –                         |
| 13. Februar 1989 – 19. Februar 1989 1 Woche | 1                                   | Wink                                | Ai ga tomaranai ~Turn It Into Love~      | –                         |
| 20. Februar 1989 – 5. März 1989 2 Wochen | 2                                   | Tsuyoshi Nagabuchi                  | Geki ai                                  | –                         |
| 6. März 1989 – 12. März 1989 1 Woche | 1                                   | Miho Nakayama                       | ROSÉCOLOR                                | –                         |
| 13. März 1989 – 19. März 1989 1 Woche | 1                                   | Otokogumi                           | TIME ZONE                                | –                         |
| 20. März 1989 – 26. März 1989 1 Woche | 1                                   | Hikaru Genji                        | Chikyū o sagashite                       | –                         |
| 27. März 1989 – 16. April 1989 3 Wochen | 3                                   | Wink                                | Nammida o misenai de ~Boys Don't Cry~    | –                         |
| 17. April 1989 – 30. April 1989 2 Wochen | 2                                   | Complex                             | BE MY BABY                               | –                         |
| 1. Mai 1989 – 7. Mai 1989 1 Woche | 1                                   | Toshihiko Tahara                    | Gomen yo namida                          | –                         |
| 8. Mai 1989 – 14. Mai 1989 1 Woche | 1                                   | Akina Nakamori                      | LIAR                                     | –                         |
| 15. Mai 1989 – 4. Juni 1989 3 Wochen | 3                                   | Tsuyoshi Nagabuchi                  | Arashi no sugao                          | –                         |
| 5. Juni 1989 – 11. Juni 1989 1 Woche | 1                                   | Mari Hamada                         | Return to Myself ~Shinai, shinai, Natsu. | –                         |
| 12. Juni 1989 – 18. Juni 1989 1 Woche (insgesamt 2) | 2                                   | Princess Princess                   | Diamonds                                 | –                         |
| 19. Juni 1989 – 25. Juni 1989 1 Woche | 1                                   | Southern All Stars                  | Sayonara Baby                            | –                         |
| 26. Juni 1989 – 2. Juli 1989 1 Woche (insgesamt 2) | 2                                   | Princess Princess                   | Diamonds                                 | –                         |
| 3. Juli 1989 – 9. Juli 1989 1 Woche | 1                                   | Shōnen-tai                          | Maitta ne konya                          | –                         |
| 10. Juli 1989 – 16. Juli 1989 1 Woche (insgesamt 2) | 2                                   | Princess Princess                   | Sekai de ichiban atsui natsu             | –                         |
| 17. Juli 1989 – 30. Juli 1989 2 Wochen | 2                                   | Wink                                | Samishii nettaigyo                       | –                         |
| 31. Juli 1989 – 6. August 1989 1 Woche (insgesamt 5) | 5                                   | Hikaru Genji                        | Taiyō ga ippai                           | –                         |
| 7. August 1989 – 13. August 1989 1 Woche | 1                                   | Kyōsuke Himuro                      | SUMMER GAME                              | –                         |
| 14. August 1989 – 20. August 1989 1 Woche | 1                                   | Otokogumi                           | CROSS TO YOU/ROCKIN' MY SOUL             | –                         |
| 21. August 1989 – 17. September 1989 4 Wochen (insgesamt 5) | 5                                   | Hikaru Genji                        | Taiyō ga ippai                           | –                         |
| 18. September 1989 – 29. Oktober 1989 6 Wochen | 6                                   | Shizuka Kudō                        | Kōsa ni fukarete                         | –                         |
| 30. Oktober 1989 – 5. November 1989 1 Woche | 1                                   | Misato Watanabe                     | Niji o mita kai                          | –                         |
| 6. November 1989 – 12. November 1989 1 Woche | 1                                   | Tetsuya Komuro                      | RUNNING TO HORIZON                       | –                         |
| 13. November 1989 – 26. November 1989 2 Wochen | 2                                   | Wink                                | One Night In Heaven ~Mayonaka no Angel~  | –                         |
| 27. November 1989 – 3. Dezember 1989 1 Woche | 1                                   | Tetsuya Komuro                      | GRAVITY OF LOVE                          | –                         |
| 4. Dezember 1989 – 10. Dezember 1989 1 Woche | 1                                   | Jun Sky Walker(s)                   | Shiroi Christmas                         | –                         |
| 11. Dezember 1989 – 17. Dezember 1989 1 Woche | 1                                   | Yōko Minamino                       | Film no mukōgawa                         | –                         |
| 18. Dezember 1989 – 24. Dezember 1989 1 Woche | 1                                   | Tsuyoshi Nagabuchi                  | Shoppai mikazuki no yoru                 | –                         |
| 25. Dezember 1989 – 21. Januar 1990 4 Wochen | 4                                   | Tatsurō Yamashita                   | Christmas Eve                            | –                         |